# Exoneura simillima
Exoneura simillima là một loài Hymenoptera trong họ Apidae. Loài này được Rayment mô tả khoa học năm 1935.